# Imaniar
Imaniar Noorsaid (ur. 15 października 1965 w Dżakarcie) – indonezyjska piosenkarka.
Początkowo zaistniała jako członkini zespołu jazzowego The Big Kids, założonego z siostrą Lidyą i bratem Iwangiem. Z grupą tą nagrała dwa albumy: Ironi (1985) i Prahara Cinta (1985).
W dalszym okresie aktywności zwróciła się w stronę kariery solowej, którą rozwijała od 1985 roku. Jej dorobek fonograficzny obejmuje szereg albumów, wśród których są m.in. Dia Milikku (1985), Hasratku (1989), Kacau (1990) i Lepas (1995). Jej album pt. Kacau sprzedał w nakładzie miliona egzemplarzy.
Okres jej największej aktywności przypadł na lata 80. i 90. W 2000 r. powróciła na scenę muzyczną, wydając album pt. Semoga Abadi, jednakże wydawnictwo to okazało się komercyjnym fiaskiem.